# Championnats du monde de karaté 2025
 (octobre 2024).
Si vous disposez d'ouvrages ou d'articles de référence ou si vous connaissez des sites web de qualité traitant du thème abordé ici, merci de compléter l'article en donnant les références utiles à sa vérifiabilité et en les liant à la section « Notes et références ».
Navigation
Édition précédente Édition suivante
Les championnats du monde de karaté 2025, vingt-septième édition des championnats du monde de karaté, auront lieu au Caire, en Égypte, du 27 au 30 novembre 2025.